# Dimos De Beun
Dimos De Beun is blokfluitist en bespeelt de klavecimbel en het orgel. Hij studeerde blokfluit aan het Koninklijk Conservatorium Brussel bij Bart Coen en behaalde zijn diploma met grootste onderscheiding. Daarnaast studeerde hij klavecimbel bij Herman Stinders en Ewald Demeyere aan de conservatoria van Brussel en Antwerpen, en orgel bij Ignace Michiels en Joris Verdin in Brugge en Antwerpen. 

## Carrière
Als blokfluitist en continuospeler werkte De Beun samen met gerenommeerde ensembles zoals La Petite Bande, Ricercar Consort, Huelgas Ensemble, Ex Tempore, Vlaams Radio Koor, Collegium Vocale Gent, B'Rock, Ensemble Phoenix Munich, Rosas, Currende, Akademie für Alte Musik Berlin, Il Gardellino, Bachplus en Zefiro Torna. Hij nam deel aan televisieproducties en cd-opnames, zowel solo als in ensembleverband, voor verschillende internationale labels. 
Hij is als docent verbonden aan de academies van Waregem en Blankenberge, en aan het Stedelijk Conservatorium van Brugge, waar hij blokfluit, klavecimbel en ensemblelessen geeft. Samen met Annelies Decock richtte hij het ensemble "Arcus Coloratus" op, dat zich richt op barokmuziek. 

## Discografie
- Laudate - Italiaanse barokmuziek (2009)
- Ik ben getrouwd met een kwaaie Griet (2011)
- Fare La Nina Na - Christmas Music Of The Italian Baroque (2013)
- La Liberazione di Ruggiero Dall'isola D'Alcina (2018)
- Das Leiden Jesu - Passion Cantatas III (2019)
- D'Astorga & Lalli - Cantatas and Sonatas (2020)
- Chansons A Boire Et A Danser - Airs de Cour (2020)